# 1949 w literaturze
Wydarzenia literackie w 1949 roku.

## Wydarzenia
- polskie
  - W Polsce Ludowej zaczął obowiązywać socrealizm.
- zagraniczne
  - We Frankfurcie nad Menem założono dziennik Frankfurter Allgemeine Zeitung.
  - W Niemczech założono agencję prasową Deutsche Presse-Agentur.
  - W Moskwie ukazał się pierwszy przekład Lalki w języku rosyjskim.

## Nowe książki
- polskie
  - Józef Czapski – Na nieludzkiej ziemi
- zagraniczne
  - Jorge Luis Borges – Alef (El Aleph)
  - Alejo Carpentier – Królestwo z tego świata (El Reino de este Mundo)
  - Raymond Chandler – Siostrzyczka (The Little Sister)
  - Agatha Christie – Dom zbrodni (Crooked House)
  - George Orwell – Rok 1984 (Nineteen Eighty-Four)

## Nowe dramaty
- polskie
  - Leon Kruczkowski – Niemcy
- zagraniczne
  - Arthur Miller – Śmierć komiwojażera (Death of a Salesman)

## Nowe poezje
- polskie
  - Julian Tuwim – Kwiaty polskie
- zagraniczne
  - Octavio Paz - Wolność na słowo (Libertad bajo palabra)

## Nowe prace naukowe
- zagraniczne
  - Bellarmino Bagatti – The Town of Nebo (Khirbet el-Mekhayyat) (razem z Sylvestrem Sallerem)
  - Simone de Beauvoir – Druga płeć (Le Deuxième sexe)
  - Mircea Eliade – Traktat o historii religii (Traité d’histoire des religions)
  - Robert K. Merton – Teoria socjologiczna i struktura społeczna (Social Theory and Social Structure)
  - Talcott Parsons – Szkice z teorii socjologicznej
  - Gilbert Ryle – Czym jest umysł? (The Concept of Mind)
  - René Wellek, Robert Penn Warren - Teoria literatury (Theory of Literature)

## Urodzili się
- 2 stycznia – Jean Krier, luksemburski pisarz (zm. 2013)
- 11 stycznia – Helmut Zenker, austriacki poeta i pisarz (zm. 2003)
- 12 stycznia – Haruki Murakami, japoński pisarz, eseista i tłumacz literatury amerykańskiej
- 15 stycznia – Zsófia Balla, węgierska poetka, dziennikarka i eseistka
- 21 stycznia – Kristín Marja Baldursdóttir, islandzka pisarka
- 23 stycznia – Jerzy Gizella, polski poeta, krytyk literacki, tłumacz
- 25 stycznia – Thomas Neilson Paulin, północnoirlandzki poeta i wykładowca
- 26 stycznia
  - Jonathan Carroll, amerykański pisarz
  - Wiesław Krajka, polski literaturoznawca
- 30 stycznia – Leszek Bugajski, polski krytyk literacki, publicysta (zm. 2024)
- 4 lutego – Agha Shahid Ali, indyjski poeta i krytyk literacki (zm. 2001)
- 6 lutego – Eliot Weinberger, amerykański pisarz, eseista, tłumacz, publicysta i krytyk literacki
- 17 lutego – Maja Herman Sekulić, serbska pisarka
- 23 lutego – César Aira, argentyński pisarz i tłumacz
- 24 lutego – Joanna Siedlecka, polska eseistka, reportażystka
- 26 lutego – Elizabeth George, amerykańska pisarka powieści kryminalnych
- 28 lutego – Amin Maalouf, pisarz libański tworzący w języku francuskim
- 9 marca – Emma Popik, polska pisarka science fiction
- 22 marca
  - Janusz Skuczyński, polski literaturoznawca
  - Andrzej Szuba, polski poeta, tłumacz poezji amerykańskiej, brytyjskiej i irlandzkiej
- 24 marca – Tabitha King, amerykańska pisarka
- 26 marca – Patrick Süskind, niemiecki pisarz
- 27 marca – Dubravka Ugrešić, chorwacka pisarka, eseistka, publicystka, krytyk kultury i tłumaczka (zm. 2023)
- 7 kwietnia – Janusz Anderman, polski prozaik, tłumacz literatury czeskiej
- 11 kwietnia – Stefan Chwin, polski powieściopisarz, krytyk literacki, eseista i historyk literatury
- 12 kwietnia – Scott Turow, amerykański pisarz
- 15 kwietnia – Aleksandra Ziółkowska, polska pisarka
- 19 kwietnia – Antoni Libera, polski pisarz
- 30 kwietnia – James Grady, amerykański pisarz i dziennikarz śledczy
- 4 maja – Graham Swift, brytyjski prozaik
- 6 maja
  - Olga Brumas, grecka poetka, tłumaczka i pedagog
  - Wiesław Zieliński, polski poeta, prozaik, eseista, krytyk literacki
- 8 maja – Tadeusz Korzeniewski, polski pisarz
- 9 maja – Andreu Martín, hiszpański pisarz i twórca komiksów
- 13 maja
  - Eva Eriksson, szwedzka ilustratorka i autorka książek dla dzieci
  - Christopher Reid, angielski poeta i eseista
- 20 maja – Michèle Roberts, brytyjska pisarka i poetka
- 21 maja – Andrzej Lenartowski, polski prozaik i poeta
- 25 maja – Jamaica Kincaid, amerykańska pisarka karaibskiego pochodzenia
- 26 maja – Ryszard Sadaj, polski pisarz
- 29 maja – Sead Mahmutefendić, chorwacki i bośniacki poeta, prozaik, autor opowiadań, eseista, publicysta i krytyk literacki
- 3 czerwca
  - Philippe Djian, francuski pisarz
  - Moikom Zeqo, albański poeta i krytyk literacki (zm. 2020)
- 5 czerwca – Ken Follett, walijski pisarz
- 8 czerwca – Maria Rostworowska, polska pisarka, tłumaczka języka francuskiego (zm. 2018)
- 14 czerwca
  - Jean Philippe Rolin, francuski pisarz i dziennikarz
  - Harry Turtledove, amerykański autor fantastyki
- 18 czerwca – Chris Van Allsburg, amerykański pisarz i rysownik
- 19 czerwca – Anders Olsson, szwedzki pisarz, literaturoznawca
- 20 czerwca – Antoni Hukałowicz, polski poeta i prozaik
- 21 czerwca
  - John Agard, pochodzący z Gujany Brytyjskiej poeta i pisarz
  - Jane Urquhart, kanadyjska pisarka
- 25 czerwca – Aldona Borowicz, polska poetka, krytyk literacki, eseistka
- 27 czerwca – Andrzej Władysław Wodziński, polski poeta, pisarz i satyryk (zm. 2020)
- 1 lipca – Denis Johnson, amerykański pisarz (zm. 2017)
- 2 lipca
  - Craig Shaw Gardner, amerykański pisarz fantasy
  - Ryszard Schubert, polski prozaik
- 4 lipca – Slavenka Drakulić, chorwacka pisarka, dziennikarka i eseistka
- 5 lipca – Jill Murphy, brytyjska pisarka, autorka literatury dla dzieci (zm. 2021)
- 9 lipca – Władimir Dawydow, rosyjski pisarz i tłumacz (zm. 2020)
- 12 lipca – Romuald Roman, polski pisarz
- 15 lipca – Richard Russo, amerykański powieściopisarz, zdobywca Nagrody Pulitzera
- 27 lipca – Robert Rankin, brytyjski pisarz science fiction
- 1 sierpnia – Jim Carroll, amerykański pisarz, poeta, wokalista (zm. 2009)
- 2 sierpnia – Bei Dao, chiński poeta
- 3 sierpnia – Christoph Geiser, szwajcarski prozaik i poeta
- 9 sierpnia – Jonathan Kellerman, amerykański pisarz i psycholog
- 14 sierpnia – Jaroslav Erik Frič, czeski poeta, muzyk, wydawca (zm. 2019)
- 17 sierpnia
  - Colin Campbell, brytyjska pisarka, biografka, dziennikarka
  - Ion Hadârcă, mołdawski pisarz, publicysta i polityk
- 19 sierpnia – Stefan Pastuszewski, polski prozaik, poeta i polityk
- 25 sierpnia
  - Martin Amis, angielski pisarz (zm. 2023)
  - Leszek Żuliński, polski krytyk literacki, poeta, publicysta, felietonista (zm. 2022)
- 2 września – Ewa Maria Slaska, polska pisarka i dziennikarka
- 4 września – Yann Queffélec, francuski pisarz
- 10 września – Zbigniew Bela, polski prozaik (zm. 2018)
- 23 września – Jerry B. Jenkins, amerykański powieściopisarz, biograf
- 26 września
  - Łyczezar Seliaszki, bułgarski poeta i tłumacz
  - Minette Walters, brytyjska autorka powieści kryminalnych
- 30 września
  - Flora Brovina, kosowska poetka i feministka
  - David Mungoshi, zimbabweński pisarz (zm. 2020)
- 2 października – Michael Böckler, niemiecki pisarz
- 3 października – Jovica Đurđić, serbski poeta i prozaik
- 4 października – Luis Sepúlveda, chilijski pisarz (zm. 2020)
- 5 października – Peter Ackroyd, brytyjski pisarz, biograf i krytyk literacki
- 12 października – Richard Price, amerykański pisarz i scenarzysta
- 21 października – Jan Stępień, polski ppisarz
- 23 października – Nick Tosches, amerykański pisarz i poeta (zm. 2019)
- 26 października – Leonida Lari, mołdawska i rumuńska poetka, pisarka i tłumaczka (zm. 2011)
- 30 października – Michal Ajvaz, czeski powieściopisarz, nowelista, poeta, tłumacz i eseista
- 2 listopada – Lois McMaster Bujold, amerykańska pisarka science fiction i fantasy
- 12 listopada – Adriana Babeți, rumuńska pisarka, eseistka, krytyk literacki
- 15 listopada – Iljaz Prokshi, albański pisarz i poeta (zm. 2007)
- 18 listopada – Jeremy Strong, brytyjski pisarz, twórca literatury dla dzieci i młodzieży (zm. 2024)
- 22 listopada
  - John Grant(inne języki), szkocki pisarz fantastyki (zm. 2020)
  - Bernard Lecomte, francuski dziennikarz, pisarz i wydawca
- 28 listopada – Vanda Juknaitė, litewska pisarka, dramaturg, eseistka
- 2 grudnia
  - Joanna Szczęsna, polska dziennikarka, reporterka i pisarka
  - Jan Szczurek, polski poeta
- 14 grudnia – Piotr Kłoczowski, polski eseista, historyk literatury, edytor, wydawca
- 16 grudnia – Leons Briedis, łotewski poeta, eseista, tłumacz i krytyk literacki (zm. 2020)
- 23 grudnia – Els de Groen, holenderska publicystka i pisarka
- 30 grudnia – Terêza Tenório, brazylijska poetka (zm. 2020)
- Ahmed Abodehman, saudyjski pisarz i poeta
- Louise Allen, brytyjska pisarka
- R. Garcia y Robertson, amerykański pisarz science fiction i fantasy

## Zmarli
- 11 lutego
  - Johannes Freumbichler, austriacki pisarz (ur. 1881)
  - Axel Munthe, szwedzki lekarz i pisarz (ur. 1857)
- 2 marca – Sarojini Naidu, indyjska poetka i polityk (ur. 1879)
- 8 marca – Maria Komornicka, polska pisarka młodopolska, tłumaczka i krytyczka literacka (ur. 1876)
- 28 kwietnia – Chairil Anwar, indonezyjski poeta (ur. 1922)
- 6 maja – Maurice Maeterlinck, belgijski dramaturg, poeta, eseista, laureat Nagrody Nobla (ur. 1862)
- 19 maja – Peter Jilemnický, słowacki pisarz i nauczyciel (ur. 1901)
- 21 maja – Klaus Mann, niemiecki pisarz (ur. 1906)
- 22 maja – Witold Łaszczyński, polski pisarz (ur. 1872)
- 10 czerwca – Sigrid Undset, norweska powieściopisarka (ur. 1882)
- 16 lipca
  - Alice Corbin Henderson, amerykańska poetka (ur. 1881)
  - Wiaczesław Iwanow, rosyjski poeta i dramatopisarz (ur. 1866)
- 16 sierpnia – Margaret Mitchell, amerykańska pisarka (ur. 1900)
- 3 września – Vilhelm Ekelund, szwedzki poeta, eseista i aforysta (ur. 1880)
- 4 września – Herbert Eulenberg, niemiecki poeta i pisarz (ur. 1876)
- 6 września – Lucien Descaves, francuski pisarz (ur. 1861)
- 24 października – Jarosław Hałan, ukraiński pisarz, dramaturg i publicysta (ur. 1902)
- 27 października – František Halas, czeski poeta, krytyk i tłumacz (ur. 1901)
- 31 października – Édouard Dujardin, francuski pisarz i krytyk literacki (ur. 1861)
- 7 grudnia – Rex Beach, amerykański pisarz i piłkarz wodny (ur. 1877)
- 28 grudnia – Hervey Allen, amerykański pisarz (ur. 1889)

## Nagrody
- Nagroda Nobla – William Faulkner
- Bollingen Prize for Poetry – Ezra Pound